# Estação Santa Marta
A Estação Santa Marta é uma das estações do Metrô da Cidade do México, situada na Cidade do México, entre a Estação Acatitla e a Estação Los Reyes. Administrada pelo Sistema de Transporte Colectivo, faz parte da Linha A.
Foi inaugurada em 12 de agosto de 1991. Localiza-se no cruzamento do Estrada Ignacio Zaragoza com a Rua Galeana e a Rua Generalísimo Morelos. Atende o bairro Ermita Zaragoza, situado na demarcação territorial de Iztapalapa. A estação registrou um movimento de 9.326.927 passageiros em 2016.